# 佛萊迪餐館之五夜驚魂 (遊戲)
《玩具熊的五夜后宫》（又译作，簡稱「FNAF」）是史葛·戈晃（Scott Cawthon）在2014年8月8日透過遊戲平台Desura發表的獨立遊戲。遊戲類型為單人玩家以指向與點擊操作的恐怖生存遊戲。同年8月20日，開發人透過Steam旗下的希望之光擴大宣傳，並分別於8月27日、9月11日及12月2日推出Android版本、iOS版本及Windows Phone版本。

## 概要
本作製作緣自開發者史葛·戈晃的另一部遊戲作品《Chipper and Son's Lumber Co.》被評論家大肆批判，指內裡意圖顯得可愛的角色，似乎無意中弄得像恐怖的動物機械玩偶。走出被否定的陰霾以後，史葛決定反過來利用這項設計特點，做出絕對有意嚇怕玩家的新遊戲，本作就此誕生。其後本作得到極高人氣後，開發者進一步將之系列化。

## 故事
玩家扮演來到「費斯熊佛萊迪的披薩餐廳」（Freddy Fazbear's Pizza）來打工的新任夜間警衛，於後段公佈名字為麥克·舒密特（Mike Schmidt）。於第一天晚上，玩家收到一個聲稱為前任警衛的留言訊息，告知玩家招聘廣告之中沒有列明的可怕現實：四個著魔的機器人偶——佛萊迪（Freddy Fazbear)、邦尼(Bonnie)、 積卡(Chica)和佛西(Foxy)，於入夜時會在店內四處遊蕩，並作出對真實人類不利的舉動。玩家必須在工作期間一直留在警衛室，防止人偶入侵，以免自己被機械玩偶報復殺死。在先前的餐厅有一名警衛殺死了一些小孩，所以他们都会错认警卫为杀手（该警衛之后被称为紫衣人）。後來這名通訊者一直都有傳來新的留言訊息，可是在第四個晚上暗示他在不明的狀況下，遭到四隻人偶圍攻；而第五個晚上的留言則成為對象和講者不明的模糊訊息。玩家成功渡過所有難關後，將會得到薪水。之後可以自訂各人偶的攻擊性，然後因此被認定私自篡改人偶系統、整體專業失當而被革職。

## 遊戲形式
玩家在時鐘標明的深夜12時至凌晨6時期間，以第一人稱視角待在警衛室內左右觀望。在這期間玩家只可以進行簡單操作，藉由燈光按鈕來查看附近兩邊走廊的動靜，以及憑藉不時壞掉的閉路電視的監視器去觀察整間餐廳，繼而適時關閉警衛室兩邊的安全門，阻止四具主要人偶進入。

机械玩偶一旦进入就会等待玩家放下监视器并突发惊吓，玩家之后就会游戏结束。

每具人偶都有其獨特移動方式，並會因為玩家操控閉路電視的動靜而入侵，在故事後段有著更快和更有智慧的動作。無法及時阻止的話，他們將會在玩家下一次放下、或被迫放下監視器時來攻擊，繼而宣告遊戲以慘劇收場。而由於故事設定中「餐廳開支縮緊」，所以儲備電力未必能夠支持整段工作時間，並於玩家啟動各個裝置時更快消耗。於100％電力耗盡時，所有裝置都會停止，直接引來佛萊迪頭部發光及演奏鬥牛士之曲，繼而在無法預算的時間內作出攻擊，同樣宣告慘劇收場（除非在佛萊迪演奏完畢前時間到六點）。另外，亦有一隻隱藏人偶會在玩家不小心看到西走廊的黃金佛萊迪海報後（伴隨小女孩的笑聲），疑幻疑真地坐在眼前（因為根本沒有影子），如果不即時戴上閉路監視器，會拉近玩家並將之殺死，導致遊戲崩潰。
雖然表面上只需按遊戲標題般，完成五個晚上的遊戲，但實際進行是會依循故事設定中「上司滿意表現」，於開場畫面解開隱藏的第六個晚上，以及自訂各人偶難度1－20的第七個晚上。玩家完成難度遞增的五個晚上、第六個晚上，以及難度設定為20/20/20/20的第七個晚上，將會分別各得一顆開場畫面上的星星作認證。

## 其他背景設定
本遊戲的故事元素相當隱秘，幾乎皆是遊戲玩家仔細留意、推斷和組織下才使之相對明朗，讓披薩餐廳的背景進一步顯示出來。其中部分內容於續集得到延伸和解答。作者另於第4作相關消息中，指出本作故事部分已被全盤拆解。

监视器的输出较为黑白且会出现“雪花”。

餐廳構造及閉路電視系統
餐廳有7組閉路電視，分別觀察主舞台連用餐區及海盜灣區域（1A－1C）、西邊走廊（2A－2B）、雜物房（3）、東邊走廊（4A－4B）、後台房間（5）、廚房（6）與洗手間（7），其中廚房的閉路電視長期損壞。（據說黃金佛萊迪就躲在裡面）
「87之咬」事件（The Bite of '87 ）
餐廳多年前是一個備受歡迎的餐廳，但是在1987年發生「87之咬」事件，第一任警衛傑若米（Jeremy Fitzgerald第二代警衛)第六夜後被調在日间值班。因為晚上被告知要多加注意人偶的行為而靠人偶太近，被人偶咬下他的前额葉。雖然活下來但大腦仍受損嚴重，所以餐廳永久禁止人偶們，讓他們無法繼續工作，但生意仍然因此而一落千丈。以前大家认为87之咬的袭击者为狐狸foxy或狐狸Mangle，但是现在数据认定，他们嘴巴异常巨大，不会咬到前额叶，反而是黃金佛莱迪熊比较有可能，因为他的嘴巴较小。
「兒童失蹤」事件
於玩家入職數年前，餐廳發生了五名兒童失蹤的事件。警方宣稱按當時閉路電視片段所知，那五名兒童被當時現任警衛vincent(也就是purple guy)引誘到後台殺害，然後不知所終，被假定為已經死亡。雖然警方後來再宣稱凶手於最新一次犯案後迅速落網，但至今仍未尋回五人屍體。
不久以後，衛生部指出人偶發出難聞氣味，且在眼和嘴邊發現疑似黏液、血液和手印，而且還發出類似小孩的聲音，從而判定餐廳衛生情況惡劣。使餐廳人氣下滑。餐廳在眾矢之的下依舊苦苦經營，最後在玩家入職同年宣佈將於年底正式結束營業。
大部分內容推測，認為兒童的屍體可能被藏在玩偶裡，繼而使玩偶著魔。
幻覺
玩家會不時看到一閃而過的幻覺畫面或充滿異樣的物件，包括「是我」（It's Me）、佛萊迪與邦尼的各種臉相、哭泣的孩子海報、小孩笑聲、黃金佛萊迪海報和佛萊迪自己拆卸頭套的海報。原則上所有幻覺應為隨機出現，但目前已證實當第五個晚上的留言訊息播放期間，有關幻覺是肯定會出現的。目前仍未肯定這是玩家角色的心理狀態，抑或是其他力量引致。
進取的推測認為可以感受這些的角色麥克·史密不是過去事件的受害者，就是加害者。
機械頭套的秘密
在打電話的男人臨死前，他提及到他想去檢查機械頭套時便被人偶們殺死。而有些粉絲認為那些機械頭套有一些不可告人的祕密，所以人偶便把他殺害。
另外，有些幻覺中，玩家會在修理房發現所有頭套與機械骨架都怒視着鏡頭。

## 登場角色

### 人类

在舞台表演的佛莱迪（中）、邦尼（左）和鸡卡（右）

麥克·舒密特（Mike Schmidt)
本作主角，玩家擔當的現任警衛角色。因為遊戲是第一人稱視角因而沒有顯露樣子，不過會在死亡結局中顯出其藍色眼睛從布偶裝中掉出的畫面。第一晚到第五晚完工。
名字是於渡過第五夜後得到的支票上面公佈。
打電話來的男人（Phone Guy）粉絲一般的稱謂，後來開發者亦有使用。
聲稱是前任的警衛，以時地不明的給予玩家意見和提示。最後在第四天晚上的通話記錄暗示他被一眾人偶包圍進而被殺死。

### 机械人偶
邦尼（Bonnie）
藍紫色兔型機器人偶。帶著紅色的蝴蝶結，手持橘色貝斯的貝斯手，是機器人偶樂團裡唯一沒有眉毛的。在移動途中會使閉路監視器暫時失去作用。有時候會隨機出現他的死亡畫面。
本作及全系列第一个運動的人偶，於第一晚行動，起始點為主舞台，出沒在玩家視線的左方門口。在關門的狀態下，可利用開燈來檢查他是否存在，如果存在燈的光線會因為他的存在而扭曲。如果玩家故意不作任何動作，他也會從左側進行攻擊。
積卡（Chica）
黃色雞型機器人偶。胸前有寫著「LET'S EAT!!!」的圍兜，在樂團中擔任伴唱手，是機器人偶樂團裡唯一的女性角色。在移動途中會一直敲打著東西。
於第一晚行動，起始點為主舞台，出沒在玩家視線的右方窗口，並往該方向進行攻擊，由於她經常長時間逗留在窗口渴望立即擊殺玩家，這使玩家消耗許多門和燈光的電力。
霍斯（Foxy）
土紅色狐狸型機器人偶。右眼帶著眼罩，左手有著虎克船長的掛勾。因著日久失修而造成體內機械裸露較多，特別是腳的部分。
於第二晚行動，起始點為海盜灣，隱藏在劇場的巨幕之後，隨著巨幕的打開他會隨時跳出。其所屬區域標示為「故障」，餐廳較新的商業推廣中均沒有其蹤影。攻擊時會以百米衝刺的驚人速度衝向警衛室，並暴力地敲打大門，每敲一次就會讓電池至少掉2格電。
費斯熊佛萊迪（Freddy Fazbear）
髒橙色熊型機器人偶。帶著黑色的小禮帽和蝴蝶結，手持麥克風的歌手，左臉上有淡淡的手印。本作中最危險的人偶，非常聰明，會在第三晚開始出動，出動時會只顯示其影子。
玩具中的主角，卻遲遲於第三晚才開始行動，起始點為主舞台。在電力用盡的時候他必定會出現在左側，一邊閃爍着眼睛一遍播放《鬥牛士之歌（Votre toast, je peux vous le rendre）》。行為模式非常神出鬼沒，沒有固定原則，在有電時會集中出現在右側，在每次前進的時候會響起深沉的笑聲。從第一夜開始就會出現他的恐怖幻覺，但不會傷害到玩家本身。
黃金佛萊迪（Golden Freddy）
猶如幻覺的隱藏人偶，於看到西走廊的海報後出現（伴隨小女孩的笑聲），內部沒有機械骨架，會在第四至五晚出動。出現時戴上閉路監視器即可讓他消失，否則沒有辦法阻止，其出現後會引起遊戲系統崩潰。
起始點不詳。
另外開發者後來追加設定：當玩家在第七個晚上自訂難度為1/9/8/7時（這是87之咬發生的年代），黃金佛萊迪殺人畫面會立即出現。

## 迴響
遊戲於普羅大眾及評論家方面都獲得極度正面的評價。《獨立遊戲雜誌》讚揚遊戲成功以簡單操作追上近年的恐怖風潮；當中獨有的美術元素和遊戲形式增添殘忍和緊張的氣氛，對於意會到餐廳舞台原形的人更是特別有效；整體而言是遊戲界裡面一個結合精明想法與設計的好榜樣，唯一美中不足的就只有載入回合的時間略嫌過長。遊戲雜誌《PC Gamer》的評論家暗利·派提特（Omri Petitte）於100分制下給予本作80分。其特別剖析遊戲精明地奉行「少即是多」的設計方法，又指出關於人偶移動方式的電腦程序雖然並非高級傑作，但仍會猶如故作無辜的小孩般，以突發性的正面衝擊造成強力震懾身心的驚嚇，再讓玩家自己填滿其他複雜驚惶的感受。其又讚賞遊戲整體的氛圍強化玩家過程中的恐慌和疑心，有別於一般恐怖遊戲需要事物出現後才能擾亂玩家的狀況。相對地，評論亦指出遊戲形式過於單一，導致玩家很容易以耐心和經驗征服問題，可能影響對遊戲後段的期待。
遊戲於2014年8月18日登上Desura的該週銷售冠軍，隨後亦相繼成為各個平台的最受歡迎付費遊戲，表現於萬聖節尤其突出。遊戲亦成為不少YouTube用戶錄製玩遊戲影片的首選，整體觀看次數亦比同一用戶玩一般遊戲時為高。其中最高的一段影片為著名上載者Markiplier玩到第一和第二個晚上的真實狀況，觀看次數已超越3700萬，其相關改編動畫的觀看次數亦超過4200萬。本作亦在獨立遊戲界催生了大量加入著名角色，作為模仿及山寨的作品，其中就包括糖果的五夜后宫、创作的乐趣、One Night at Flumpty’s等等。由於部分質素參差甚至公然冠上外傳之名，加上有人模仿開發者口吻散佈謠言，迫使開發者多次作出公告，說明只會在其資訊網站發表的渠道，或已獲認證的Steam和IndieDB頁面，發佈有關系列後續的第一手資訊，同時表明只會接受免費的山寨遊戲。
有網友指出此遊戲與一些都市傳說所衍生出來的恐怖遊戲甚為相似，當中都市傳説的遊戲是會在遊玩期間突然彈出一些恐怖物體，或遊戲介面出現雪花時彈出一些恐怖物體，如「傑夫殺手」、「Sonic.EXE」、「森林暗鬼」，而此遊戲也是一樣會突然彈出一些恐怖物體，或遊戲介面出現雪花時彈出一些恐怖物體，正是上述的玩具熊。

## 外部連結
- 遊戲開發者資訊網站 （页面存档备份，存于）
- Five Nights at Freddy's在 Desura
- Five Nights at Freddy's （页面存档备份，存于） 在 IndieDB
- Five Nights at Freddy's （页面存档备份，存于） 在 Steam
- Five Nights at Freddy's （页面存档备份，存于） 在 Steam 綠燈服務
- Five Nights at Freddy's （页面存档备份，存于） 在 App Store
- Five Nights at Freddy's （页面存档备份，存于） 在 Google Play
- Five Nights at Freddy's （页面存档备份，存于） 在 Windows Phone